# New Zealand State Highway 36
Der New Zealand State Highway 36 (auch State Highway 36 oder in Kurzform SH 36) ist eine Fernstraße von nationalem Rang im Norden der Nordinsel von Neuseeland.

## Strecke
Der SH 36 beginnt an der Kreuzung des New Zealand State Highway 29 und New Zealand State Highway 29A im Süden von Tauranga. Von dort führt er in südlicher Richtung bis nach Ngongotahā, wo er am New Zealand State Highway 5 unweit des Westufers des Lake Rotorua endet.